# Brackenridgia ashleyi
Brackenridgia ashleyi är en kräftdjursart som beskrevs av Lewis 2004. Brackenridgia ashleyi ingår i släktet Brackenridgia och familjen Trichoniscidae. Inga underarter finns listade i Catalogue of Life.